# 前565年
| 千纪： | 前1千纪 |
| 世纪： | 前7世纪 \| 前6世纪 \| 前5世纪 |
| 年代： | 前590年代 \| 前580年代 \| 前570年代 \| 前560年代 \| 前550年代 \| 前540年代 \| 前530年代 |
| 年份： | 前570年 \| 前569年 \| 前568年 \| 前567年 \| 前566年 \| 前565年 \| 前564年 \| 前563年 \| 前562年 \| 前561年 \| 前560年                                                                        |
| 纪年： | 周灵王七年 魯襄公八年 齐灵公十七年 晋悼公八年 秦景公十二年 宋平公十一年 楚共王二十六年 卫献公十二年 陈哀公四年 蔡景侯二十七年 曹成公十三年 郑简公元年 燕武公九年 吴王寿梦二十一年 杞孝公二年 |

## 大事記
- 鄭國公子发和公孙辄入侵蔡国，俘虏了蔡国司马公子燮，冬季，楚国的令尹公子贞以此為由討伐郑国，郑国與楚國議和，叛晉附楚。
- 晋悼公、郑简公、鲁国季孙宿、齐国高厚、宋国向戌、卫国宁殖、邾国大夫在邢丘会盟。
- 莒国攻打鲁国东部。